# Face au danger
Face au danger (Surviving Disaster) est une émission de télévision de simulation de situations dangereuses réelles diffusés du 1er septembre au 10 novembre 2009 sur la chaîne Spike TV.
Les informations de diffusion dans les pays francophones ne sont pas disponibles.
Animée par l'ancien Navy SEAL, Courtley Cade, chaque épisode raconte des scénarios de catastrophe dans le pire des cas, et ce que les téléspectateurs peuvent faire pour survivre lors de tels événements.

## Épisodes
- Survivre à un détournement d'avion - (Hijack)
- Survivre à un incendie - (Fire)
- Survivre à un ouragan - (Hurricane)
- Survivre à une invasion de domicile - (Home Invasion)
- Survivre à une avalanche
- Survivre à un naufrage en pleine mer - (Lost in sea)
- Survire à une fusillade dans un lieu public - (Mall Shooting)
- Survivre à un attentat nucléaire - (Nuclear Attack)
- Survivre à un séisme - (Earthquake)
- Survivre à une pandémie - (Pandemic)